# Olivér Pusztai
Olivér Pusztai (* 14. Oktober 1981 in Szombathely) ist ein ungarischer Fußballtrainer (mit UEFA-A-Lizenz seit 2021) und ehemaliger Profifußballspieler.

## Karriere
Pusztai begann seine Profikarriere mit 18 Jahre bei seinem Heimatverein Haladás Szombathely, ehe er im Jahr 2002 zum Balatonklub Siófok FC wechselte. 2003 kam er in die ungarische Hauptstadt Budapest zu MTK Budapest, wo er ein Jahr blieb. In diesem Jahr durfte er auch international ran. Pusztai spielte mit MTK in der UEFA Champions League, wo sie in der 3. Qualifikationsrunde gegen Celtic Glasgow ausschieden, später im UEFA-Cup gegen Dinamo Zagreb.
Er war auch Stammspieler bei der ungarische U-21 Nationalmannschaft (2001–2003) und spielte in der Qualifikation für die U-21-Fußball-Europameisterschaft in Deutschland.
2004 wechselte Pusztai zum Győri ETO FC, dem er zwei Jahre treu blieb. Von 2006 bis 2008 war er wieder in Budapest bei Rákospalotai EAC unter Vertrag.
Nach knapp 100 Liga-Spiele in Ungarn im Jahr 2008 führte sein Weg nach Österreich zum SK Austria Kärnten. Nach zwei Saisonen bei den Kärntnern in der österreichischen Bundesliga, stieg der Verein ab, weiters ging die Austria in Konkurs. Daraufhin wechselte Pusztai 2010 zu SK Austria Klagenfurt in die Regionalliga Mitte, wo er bis 2014 blieb.
Von 2014 bis 2019 war er beim Annabichler SV Klagenfurt, wo er gleich Meister in der Saison 2014/2015 (Kärntner Liga) wurde und in der nächsten Saison wieder in der Regionalliga Mitte spielte. 2019 wechselte Pusztai – nach einer Saison in der Unterliga West – zum SV St. Jakob/Rosental. Erneut kickte er in der Landesliga und nach 2 erfolgreichen Saisonen (2× ÖFB-Cup Teilnahme) beendete seine Karriere (mit 40 Jahren) in Oktober 2021.

## Belege
- Olivér Pusztai in der Datenbank von weltfussball.de
- Olivér Pusztai in der Datenbank von transfermarkt.de
- Olivér Pusztai in der Datenbank des ÖFB

| Personendaten    | Personendaten              |
| ---------------- | -------------------------- |
| NAME             | Pusztai, Olivér            |
| KURZBESCHREIBUNG | ungarischer Fußballspieler |
| GEBURTSDATUM     | 14. Oktober 1981           |
| GEBURTSORT       | Szombathely                |